# 金山 (いちき串木野市)
金山（きんざん）は、鹿児島県いちき串木野市の町。郵便番号は896-0075。人口は163人、世帯数は83世帯（2020年10月1日現在）。

## 地理
いちき串木野市の北部、金山川上流域に位置する。町域の北方には薩摩川内市都町、東方には芹ケ野、南方には生福、西方には金山下・薩摩山にそれぞれ接している。
町域の中部を南九州西回り自動車道川内道路（国道3号バイパス）・国道3号・鹿児島本線が東西に通る。
町域の中部に当たる金山峠付近にはいちき串木野市立旭小学校や芹ケ野郵便局などが設置されている。

### 河川
- 金山川

## 歴史
2011年（平成23年）10月11日にいちき串木野市が実施した町名等整理事業により大字下名の字龍ノ駒、拾里塚、西勝利口、有山迫、嘉次平、向田茶屋、間伏谷、奥山谷、山之神平、雪ヶ前、山神之下、石蔵段、井手口、薩摩山（一部）、牛平、横渡、湯牟禮、勝利、 大野迫、長平、 十兵衛堀、豆漬、野仁田、 番屋の区域よりいちき串木野市の町「金山」として設置され、翌年の2012年（平成24年）4月1日に下名字薩摩山の一部が金山に編入された。

### 町域の変遷
| 変更後       | 変更年             | 変更前           |
| ------------ | ------------------ | ---------------- |
| 金山（新設） | 2011年（平成23年） | 大字下名（一部） |
| 金山（編入） | 2012年（平成24年） | 大字下名（一部） |

## 施設

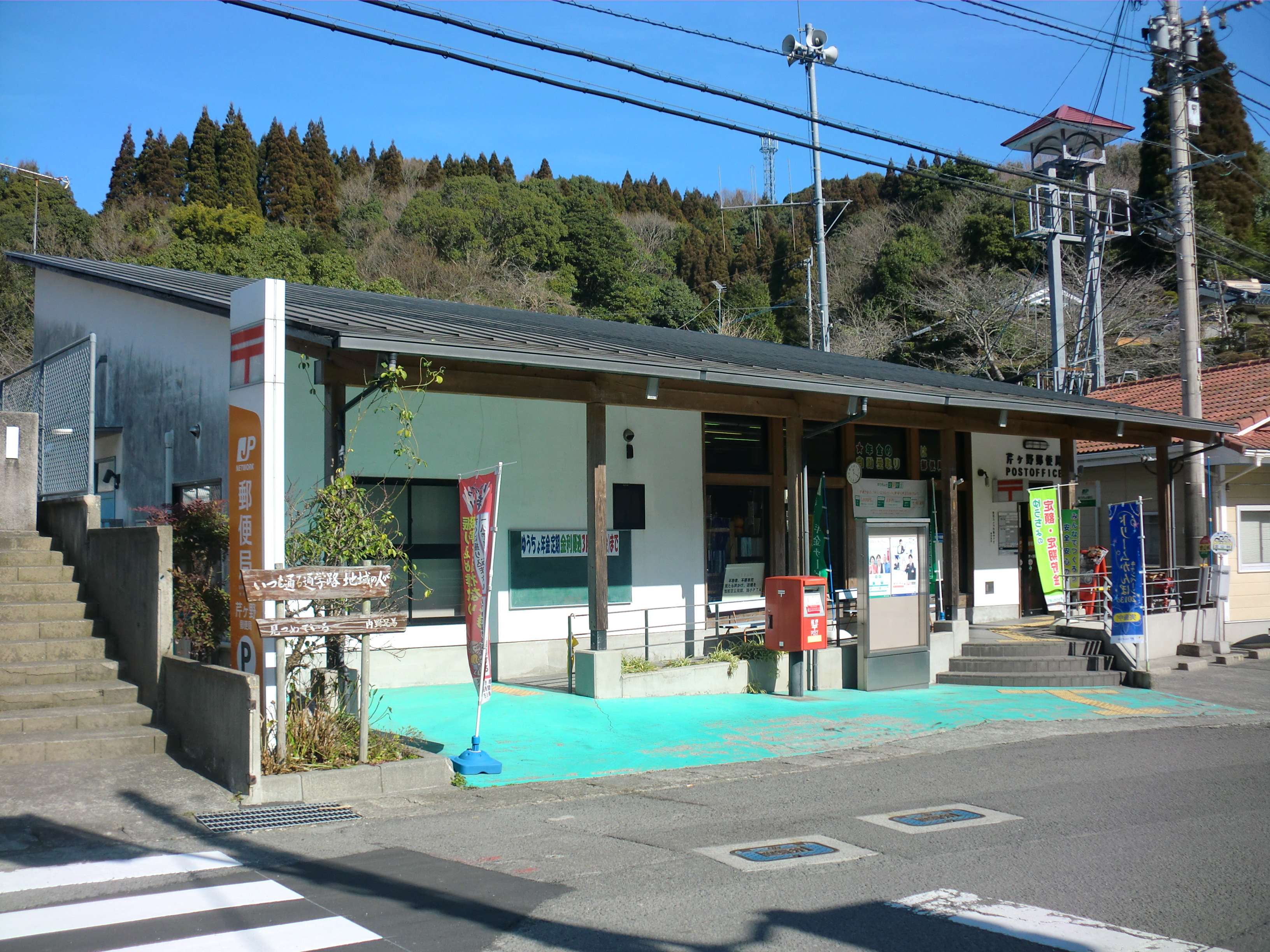
芹ケ野郵便局

### 教育
- いちき串木野市立旭小学校[6]
- 学校法人串木野学園くしきの森のこども園[7]

### 公共
- 旭交流センター[8]
- いちき串木野市旭運動広場[9]
- 金山公民館

### 郵便局
- 芹ケ野郵便局[10]

### 寺社
- 金山神社

## 人口
以下の表は国勢調査による小地域集計の人口推移である。
| 年                 | 人口 |
| ------------------ | ---- |
| 2015年（平成27年） | 181  |
| 2020年（令和2年）  | 163  |

## 教育

### 小・中学校の学区
市立小・中学校に通う場合、学区（校区）は以下の通りとなる。
| 町丁 | 地区 | 小学校                   | 中学校                         |
| ---- | ---- | ------------------------ | ------------------------------ |
| 金山 | 全域 | いちき串木野市立旭小学校 | いちき串木野市立串木野西中学校 |

## 交通

### 道路
一般国道
- 国道3号
  - 南九州西回り自動車道川内道路

### 鉄道
- 九州旅客鉄道鹿児島本線
金山の町域内には駅は設置されていない。最寄り駅は串木野駅または木場茶屋駅。